# Ried im Zillertal
Ried im Zillertal ist eine Gemeinde im Zillertal / Bezirk Schwaz in Tirol (Österreich), Gerichtsbezirk Zell am Ziller mit 1248 Einwohnern (Stand 1. Jänner 2024).

## Geografie
Ried liegt im mittleren Zillertal, am linken Ufer des Zillers. Die Gemeinde besteht aus Kleinried, Großried und Taxach am Schuttkegel des Riedbachs sowie dem von Bauernhöfen geprägten Riedberg am Berghang.

### Nachbargemeinden
|           | Uderns                                      |            |
| Fügenberg | Kompassrose, die auf Nachbargemeinden zeigt | Stumm      |
|           | Zellberg                                    | Kaltenbach |

## Geschichte
Im Altertum kam das Zillertal unter römische Herrschaft und wurde um 550 von den Bayern besiedelt. Im Traditionsbuch des Klosters Chiemsee wird Ried 1150 erstmals urkundlich erwähnt. Aus eine Auflistung der bayrischen Grundbesitzungen des Jahres 1280 ist ersichtlich, dass ein Hof in Ried zu einem Zins von 4 Wagen Wein verpflichtet war. 1282 schließlich fiel Ried an den Grafen Meinhard von Tirol und ist seitdem mit Tirol und Österreich verbunden. Seit 1754 untersteht Ried dem Kreisamt in Schwaz, seit 1848 gehört es zur Bezirkshauptmannschaft Schwaz.
Eine ständige Bedrohung für den Ort waren Vermurungen durch den Riedbach.

### Name
Der Ortsname aus der Zeit der bayrischen Landnahme hängt mit „roden“ zusammen.

### Bevölkerungsentwicklung
| Ried im Zillertal: Einwohnerzahlen von 1869 bis 2024 | Ried im Zillertal: Einwohnerzahlen von 1869 bis 2024 | Ried im Zillertal: Einwohnerzahlen von 1869 bis 2024 | Ried im Zillertal: Einwohnerzahlen von 1869 bis 2024 | Ried im Zillertal: Einwohnerzahlen von 1869 bis 2024 |
| ---------------------------------------------------- | ---------------------------------------------------- | ---------------------------------------------------- | ---------------------------------------------------- | ---------------------------------------------------- |
| Jahr                                                 |                                                      |                                                      |                                                      | Einwohner                                            |
| 1869                                                 | 1869                                                 |                                                      | 359                                                  | 359                                                  |
| 1880                                                 | 1880                                                 |                                                      | 317                                                  | 317                                                  |
| 1890                                                 | 1890                                                 |                                                      | 350                                                  | 350                                                  |
| 1900                                                 | 1900                                                 |                                                      | 381                                                  | 381                                                  |
| 1910                                                 | 1910                                                 |                                                      | 358                                                  | 358                                                  |
| 1923                                                 | 1923                                                 |                                                      | 345                                                  | 345                                                  |
| 1934                                                 | 1934                                                 |                                                      | 329                                                  | 329                                                  |
| 1939                                                 | 1939                                                 |                                                      | 344                                                  | 344                                                  |
| 1951                                                 | 1951                                                 |                                                      | 435                                                  | 435                                                  |
| 1961                                                 | 1961                                                 |                                                      | 539                                                  | 539                                                  |
| 1971                                                 | 1971                                                 |                                                      | 665                                                  | 665                                                  |
| 1981                                                 | 1981                                                 |                                                      | 832                                                  | 832                                                  |
| 1991                                                 | 1991                                                 |                                                      | 935                                                  | 935                                                  |
| 2001                                                 | 2001                                                 |                                                      | 1.199                                                | 1.199                                                |
| 2011                                                 | 2011                                                 |                                                      | 1.226                                                | 1.226                                                |
| 2021                                                 | 2021                                                 |                                                      | 1.272                                                | 1.272                                                |
| 2024                                                 | 2024                                                 |                                                      | 1.248                                                | 1.248                                                |
| Quelle(n): Statistik Austria, Gebietsstand 1.1.2021  |                                                      |                                                      |                                                      |                                                      |

## Kultur und Sehenswürdigkeiten

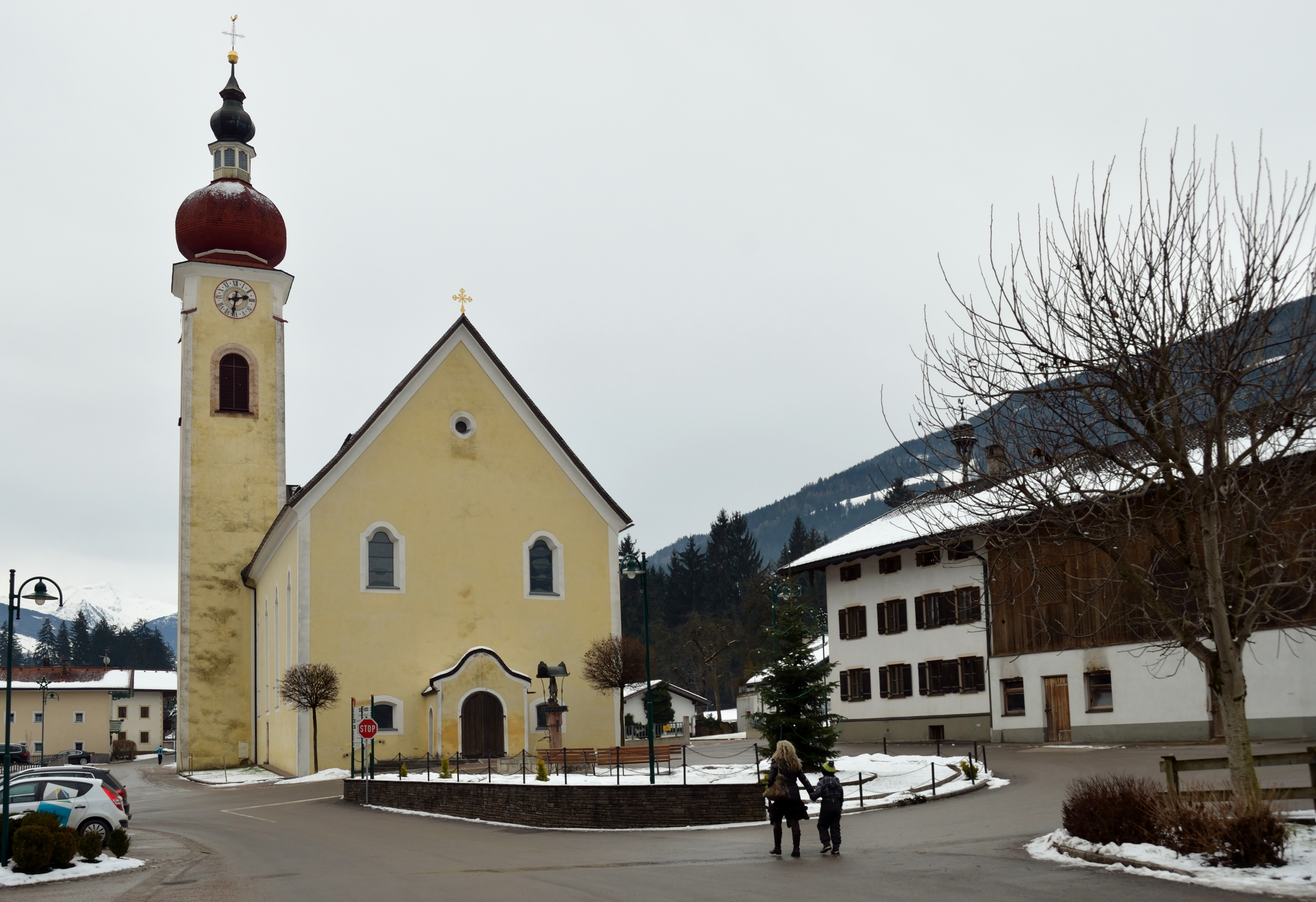
Pfarrkirche Ried im Zillertal

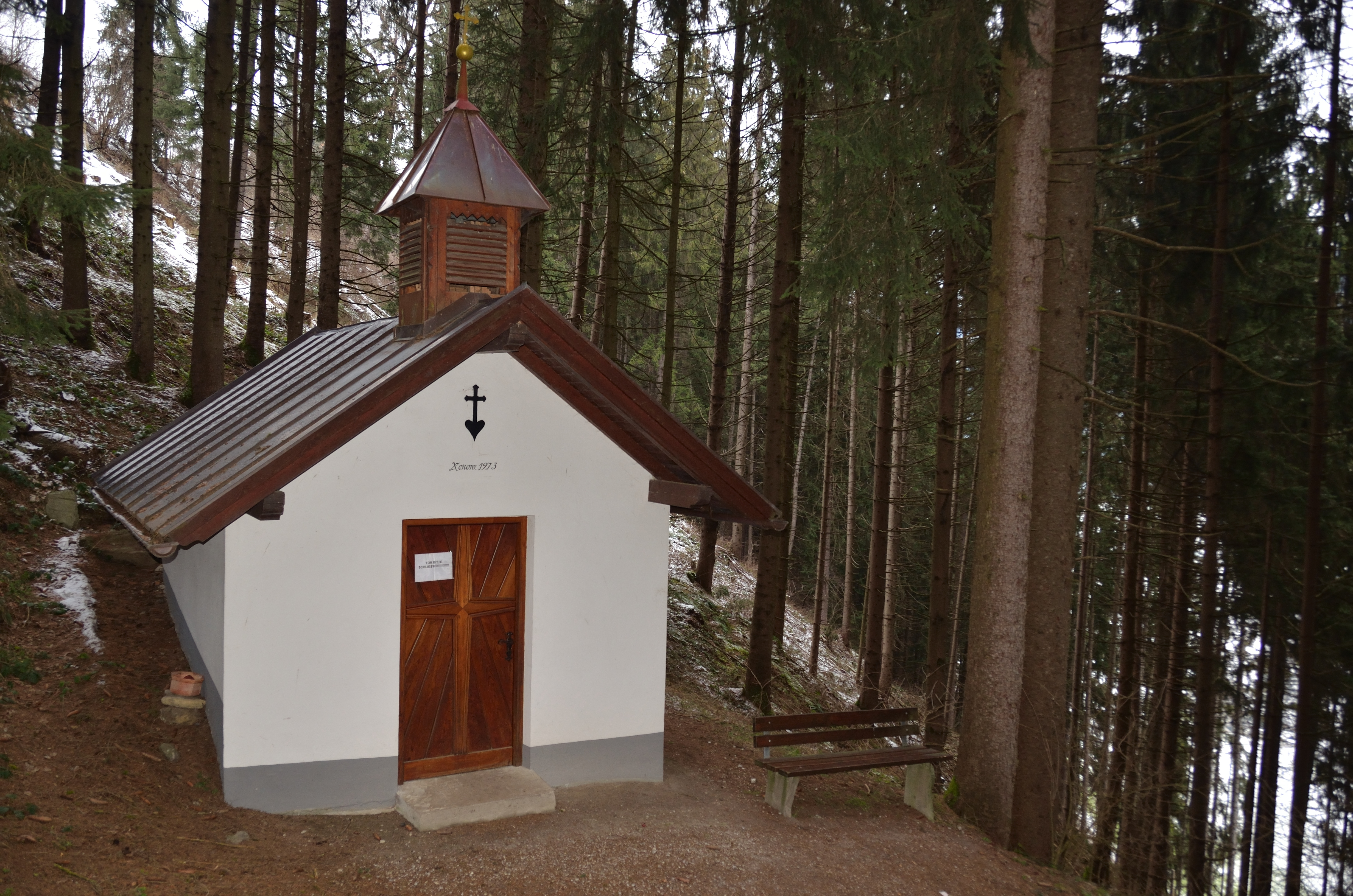
Riedbergkapelle

- Katholische Pfarrkirche Ried im Zillertal hl. Johannes der Täufer
- Riedbergkapelle

## Wirtschaft und Infrastruktur
Während der Ortsteil Riedberg landwirtschaftlich geprägt ist, gibt es im Hauptort Ried ein breites Spektrum an Gewerbe-, Handels- und Dienstleistungsbetrieben. Von den rund 700 Arbeitsplätzen in der Gemeinde entfallen sechs Prozent auf die Landwirtschaft, die anderen teilen sich gleichermaßen auf Produktions- und Dienstleistungssektor auf. Dominiert wird der Arbeitsmarkt vom Baugewerbe mit insgesamt mehr als 300 Erwerbstätigen (Stand 2011).
| Im Jahr 2011 lebten 633 Erwerbstätige in Ried. Davon arbeitete ein Viertel in der Gemeinde, drei Viertel pendelten aus. Von den umliegenden Gemeinden kamen 352 Menschen zur Arbeit nach Ried. Ried eine zweisaisonale Tourismusgemeinde. Jährlich zählt die Gemeinde rund 200.000 Übernachtungen. Die Spitze liegt in den Monaten Jänner, Februar und März mit jeweils 30.000, die Sommermonate Juli und August erreichen etwa 20.000 Übernachtungen. | Hier fehlt eine Grafik, die leider im Moment aus technischen Gründen nicht angezeigt werden kann. Wir arbeiten daran! |

### Verkehr
Ried liegt an der Zillertalstraße B 169 und an der Zillertalbahn mit einer Haltestelle. In Ried beginnt zudem der nördlichste Zufahrtsweg zur Scheitelstrecke der Zillertaler Höhenstraße.

## Politik

### Gemeinderat
Der Gemeinderat besteht aus 13 Mandataren. Die Wahl 2016 brachte bei einer Wahlbeteiligung von 74 Prozent folgendes Ergebnis:
| Partei                                          | 2010 | 2010    | 2016 | 2016    | 2022 | 2022    |
| Partei                                          | %    | Mandate | %    | Mandate | %    | Mandate |
| ----------------------------------------------- | ---- | ------- | ---- | ------- | ---- | ------- |
| Allgemeine Liste der Gemeinde Ried im Zillertal | 82,6 | 11      | 73,6 | 10      | 73,1 | 10      |
| Zukunft Ried                                    | 17,4 | 2       | 26,4 | 3       | 26,9 | 3       |

### Bürgermeister
Bürgermeister in Ried im Zillertal ist Hansjörg Jäger.

## Persönlichkeiten
- Peter Prosch (1744–1804), Bauernsohn, der deutsche Fürstenhäuser bereiste und darüber eine Autobiographie verfasste.
- Marc Pircher (* 1978), Volksmusiker